# Pah
Pah är månens gud hos de nordamerikanska Pawneeindianerna. 
Pah fick sin plats på himlavalvet intill solguden Shakuru av skapelseguden Tirawa när denne förberedde världen åt människorna.